# آثار الحرب العالمية الأولى
في أعقاب الحرب العالمية الأولى، حدثت تغيرات سياسية وثقافية واقتصادية واجتماعية جذرية عبر أوراسيا وأفريقيا وحتى في مناطق خارج تلك الدول التي كانت متورطة بشكل مباشر. انهارت أربع إمبراطوريات بسبب الحرب، وأُلغيت الدول القديمة، وتشكلت مكانها دول أخرى، وأُعيد ترسيم الحدود وأُنشئت المنظمات الدولية، وترسخت العديد من الأيديولوجيات الجديدة والقديمة في أذهان الناس. كان للحرب العالمية الأولى أيضًا تأثير حقق التحول السياسي لمعظم الأحزاب الرئيسية المشاركة في الصراع، وتحويلها إلى ديمقراطيات انتخابية عن طريق تحقيق اقتراع شبه عام لأول مرة في التاريخ، كما هو الحال في ألمانيا (الانتخابات الفيدرالية الألمانية 1919)، وبريطانيا العظمى (الانتخابات العامة في المملكة المتحدة 1918)، وتركيا (الانتخابات التشريعية التركية 1923).

## حصار ألمانيا
خلال فترة وقف إطلاق النار في 11 نوفمبر 1918 حتى توقيع معاهدة السلام مع ألمانيا في 28 يونيو 1919، حافظ الحلفاء على الحصار البحري لألمانيا الذي بدأ خلال الحرب. بما أن ألمانيا كانت تعتمد على الواردات، قُدِر أن 523,000 مدني لقوا حتفهم.  يدعي إن بي هوارد، من جامعة شيفيلد، أن ربع مليون آخرين ماتوا بسبب المرض أو الجوع في فترة ثمانية الأشهر التالية لانتهاء النزاع. كان استمرار الحصار بعد انتهاء القتال، كما كتب المؤلف روبرت ليكي في مُحرر من الشر، له تأثير كبير «لتعذيب الألمان... ودفعهم غاضبين ويائسين إلى أحضان الشر». سمحت شروط هدنة كومبين بشحن الطعام إلى ألمانيا، لكن طلب الحلفاء من ألمانيا توفير الوسائل (السفن) للقيام بذلك. كان مطلوبًا من الحكومة الألمانية استخدام احتياطها من الذهب، لعدم قدرتها على الحصول على قرض من الولايات المتحدة.
تدعي المؤرخة سالي ماركس أنه «بينما بقيت سفن الحلفاء الحربية في مكانها ضد احتمال استئناف الأعمال العدائية، عرض الحلفاء الطعام والأدوية بعد الهدنة، لكن رفضت ألمانيا السماح لسفنها بحمل الإمدادات». علاوة على ذلك، تذكر ماركس أنه على الرغم من المشاكل التي تواجه الحلفاء، من الحكومة الألمانية، «وصلت شحنات أغذية الحلفاء إلى سفن الحلفاء قبل توجيه الاتهام إلى فرساي». دُعم هذا الموقف أيضًا من قبل إليزابيث جلاسر التي لاحظت أن فرقة عمل الحلفاء، للمساعدة في إطعام السكان الألمان، تأسست في أوائل عام 1919، وبحلول مايو 1919 أصبحت «ألمانيا المستلم الرئيسي لشحنات الأغذية الأمريكية وحلفائها». تدعي جلاسر كذلك أنه خلال الأشهر الأولى من عام 1919، أثناء التخطيط لجهود الإغاثة الرئيسية، قدمت فرنسا شحنات غذائية إلى بافاريا وراينلاند. وتدعي كذلك أن الحكومة الألمانية أخرت جهود الإغاثة برفضها تسليم أسطولها التجاري إلى الحلفاء. أخيرًا، خلصت إلى أن نجاح جهود الإغاثة في الواقع حرم [الحلفاء] من تهديد موثوق به لحث ألمانيا على التوقيع على معاهدة فرساي. ومع ذلك، فإن الحالة هي أنه لمدة ثمانية أشهر بعد انتهاء الأعمال القتالية، كان الحصار مستمراً، مع بعض التقديرات التي تسببت في وقوع 100000 ضحية أخرى بين المدنيين الألمان بسبب المجاعة، بالإضافة إلى مئات الآلاف التي سبقت الحدث. علاوة على ذلك، كانت شحنات الأغذية تعتمد كليًا على حسن نية الحلفاء. مما تسبب جزئيًا في عدم انتظام الأعمال العدائية بعدها.

## مؤتمر باريس للسلام

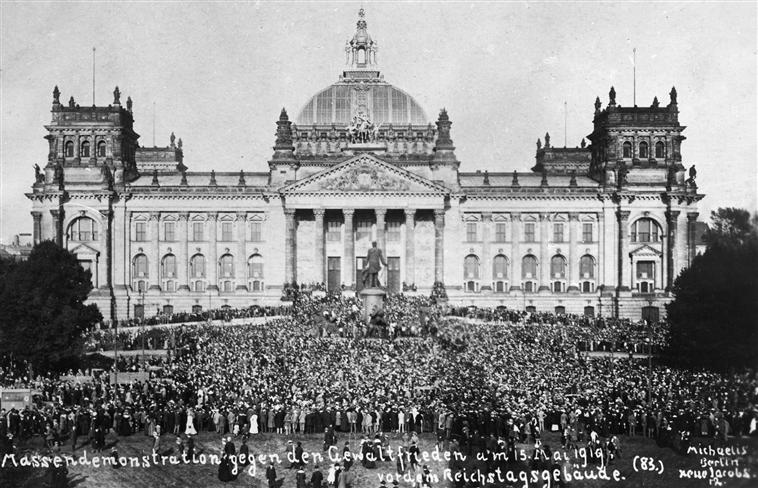
مظاهرة ضد المعاهدة أمام مبنى الرايخستاغ

بعد مؤتمر باريس للسلام سنة 1919، أدى توقيع معاهدة فرساي في 28 يونيو 1919، بين ألمانيا من جهة وفرنسا وإيطاليا وبريطانيا وغيرها من القوى الحليفة الصغيرة من جهة أخرى، إلى إنهاء الحرب رسميًا بين تلك الدول. أنهت معاهدات أخرى علاقة الولايات المتحدة ودول المركز الأخرى. من المواد الـ 440 في معاهدة فرساي كانت المطالب بأن تقبل ألمانيا رسميًا المسؤولية عن بدء الحرب ودفع تعويضات اقتصادية. حددت المعاهدة بشكل كبير الآلة العسكرية الألمانية: قُللت القوات الألمانية إلى 100,000 ومُنعت البلاد من امتلاك أسلحة عسكرية كبيرة مثل الدبابات والسفن الحربية والمركبات المدرعة والغواصات.

## وباء الإنفلونزا
1. حرب استقلال دول البلطيق
2. الجيش الأبيض للجنرال يودنيتش
3. حملة شمال روسيا
4. الجيش الأبيض للجنرال ألكسندر كولتشاك في سيبيريا
5. الجيش الأبيض للجنرال دينيكين
6. مديرية أوكرانيا للجنرال بتليورا
7. الحرب البولندية السوفيتية
8. توتر سيليزيا بين البولنديين والألمان.
9. احتلال رومانيا للمجر
10. استحوذ غابرييل دانونزيو على مدينة فيوم، وأنشأ فيه الوصاية الإيطالية على كارنارو
11. استمرار القتال في ألبانيا المنحلة.
12. حرب الاستقلال التركية

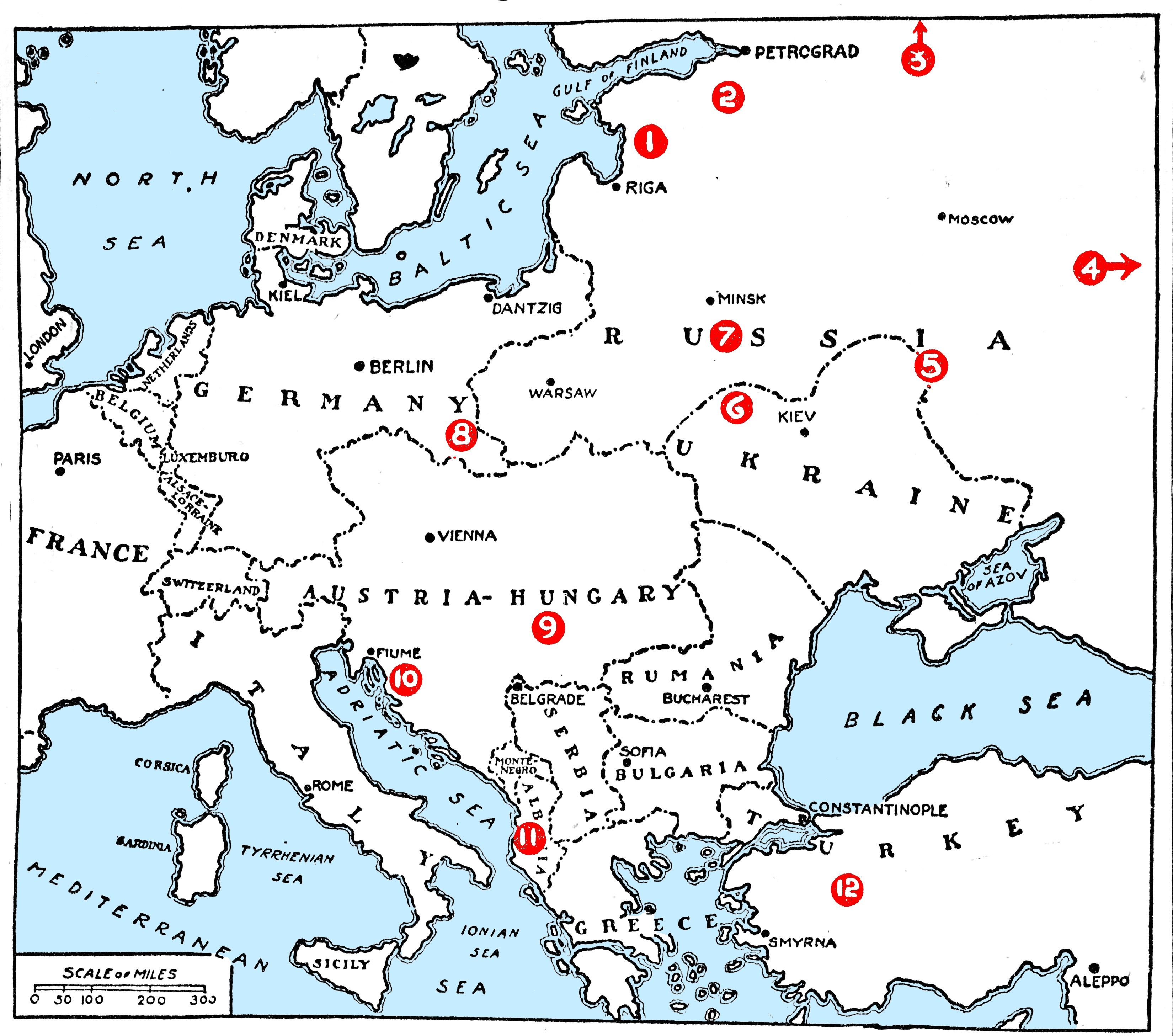
طبعت جريدة نيويورك تريبيون هذه الخريطة في 9 نوفمبر 1919 وأظهرت استمرار النزاعات المسلحة في أوروبا في 1919، بعد عام واحد من انتهاء الحرب العالمية الأولى:

يواصل المؤرخون الجدل حول تأثير جائحة إنفلونزا 1918 على نتائج الحرب. افتُرض أن قوى المركز ربما تكون قد تعرضت للموجة الفيروسية قبل الحلفاء. وكان تأثير الخسائر الناتجة أكبر من التي تكبدتها خلال الحرب، على عكس الحلفاء الذين عانوا من شدة الوباء بعد الهدنة. عندما أُدرك حجم الوباء، فرضت برامج الرقابة للحلفاء وقوى المركز تعتيما على الجمهور فيما يتعلق بالحجم الحقيقي للمرض. ولأن إسبانيا كانت محايدة، فقد كانت وسائل إعلامها حرة في الإبلاغ عن الإنفلونزا، مما أعطى الانطباع بأن الوباء بدأ هناك. أدى سوء الفهم هذا إلى نشر تقارير معاصرة أُطلق عليها اسم «الإنفلونزا الإسبانية». أشارت التحقيقات التي أجراها فريق بريطاني بقيادة عالم الفيروسات جون أكسفورد من مستشفى سانت بارثولوميو ومستشفى لندن الملكي بأنها حددت معسكرًا للقوات ومعسكرًا للمستشفى في إتابلس بفرنسا على أنه من شبه المؤكد أن يكون مركزًا رئيسيًا لجائحة إنفلونزا سنة 1918. احتوت سلائف الفيروس الأولى الطيور، وتمحورت في الخنازير المرباة قريبًا من الجبهة. لم يُعرف العدد الدقيق لحالات الوفاة ولكن يقدر أن نحو 50 مليون شخص لقوا حتفهم من جميع أنحاء العالم نتيجة تفشي الإنفلونزا. وفي 2005، وجدت دراسة أن «سلالة فيروس 1918 تطورت في الطيور وكانت شبيهة بإنفلونزا الطيور التي أثارت في القرن الحادي والعشرين مخاوف من انتشار جائحة عالمية أخرى، لكن ثبت أنه فيروس عادي قابل للعلاج ولم ينتج عنه تأثير كبير على صحة العالم».

## الأقليات الإثنية

القوميات الخاضعة للتحالف الألماني.

أدى تفكك الإمبراطوريات الألمانية والروسية والنمساوية المجرية والعثمانية إلى إنشاء عدد من الدول الجديدة في أوروبا الشرقية والشرق الأوسط. كان لبعضهم، مثل تشيكوسلوفاكيا وبولندا، أقليات إثنية كبيرة لم تكن راضية تمامًا في بعض الأحيان عن الحدود الجديدة التي أبعدتهم عن زملائهم إثنية. على سبيل المثال، كان في تشيكوسلوفاكيا أقليات ألمانية وبولندية والروثينيين والأوكرانيين والسلوفاك والمجريين. دعمت عصبة الأمم مختلف معاهدات الأقلية في محاولة للتعامل مع المشكلة، ولكن مع تراجع العصبة في ثلاثينيات القرن العشرين، أصبحت هذه المعاهدات غير قابلة للتطبيق بشكل متزايد. ومن نتائج إعادة رسم الحدود على نطاق واسع والتغيرات السياسية التي حدثت في أعقاب الحرب العدد الكبير من اللاجئين الأوروبيين. تسبب هؤلاء واللاجئون في الحرب الأهلية الروسية إلى إنشاء جواز سفر نانسين.
جعلت الأقليات الإثنية موقع الحدود غير مستقر عموماً. حيث بقيت الحدود دون تغيير منذ 1918، كان هناك في كثير من الأحيان ترحيل للمجموعات الإثنية، مثل ألمان السوديت. كان التعاون الاقتصادي والعسكري بين هذه الدول الصغيرة ضئيلاً، ما يضمن احتفاظ القوى المهزومة لألمانيا والاتحاد السوفييتي بالقدرة الكامنة للسيطرة على المنطقة. في أعقاب الحرب مباشرة، أدت الهزيمة إلى دفع التعاون بين ألمانيا والاتحاد السوفيتي، لكن في نهاية المطاف تنافست هاتان القوتان بالهيمنة على أوروبا الشرقية.
قُضي على مليوني أرمني، من السكان الأصليين في المرتفعات الأرمنية، في تركيا تقريبًا نتيجة الإبادة الجماعية للأرمن التي ارتكبتها حكومة تركيا الفتاة.

## الاضطرابات السياسية

### تحرر أمم جديدة
هزمت القوات الألمانية والنمساوية الجيوش الروسية في 1918، ووقعت الحكومة الشيوعية الجديدة في موسكو معاهدة بريست ليتوفسك في مارس 1918. حيث تخلت روسيا في تلك المعاهدة عن جميع مطالباتها بإستونيا وفنلندا ولاتفيا وليتوانيا وأوكرانيا أراضي كونغرس بولندا، وترك الأمر لألمانيا والنمسا-المجر لتحديد الوضع المستقبلي لهذه الأراضي بالاتفاق مع سكانها. وفي وقت لاحق تخلت حكومة فلاديمير لينين أيضًا عن معاهدة تقاسم بولندا، مما جعل من الممكن لبولندا المطالبة بحدود 1772. إلا أن معاهدة بريست ليتوفسك قد أُلغيت بعدما هُزمت ألمانيا في 1918، تاركة الكثير من أمم أوروبا الشرقية في وضع غير مؤكد.

### الثورات

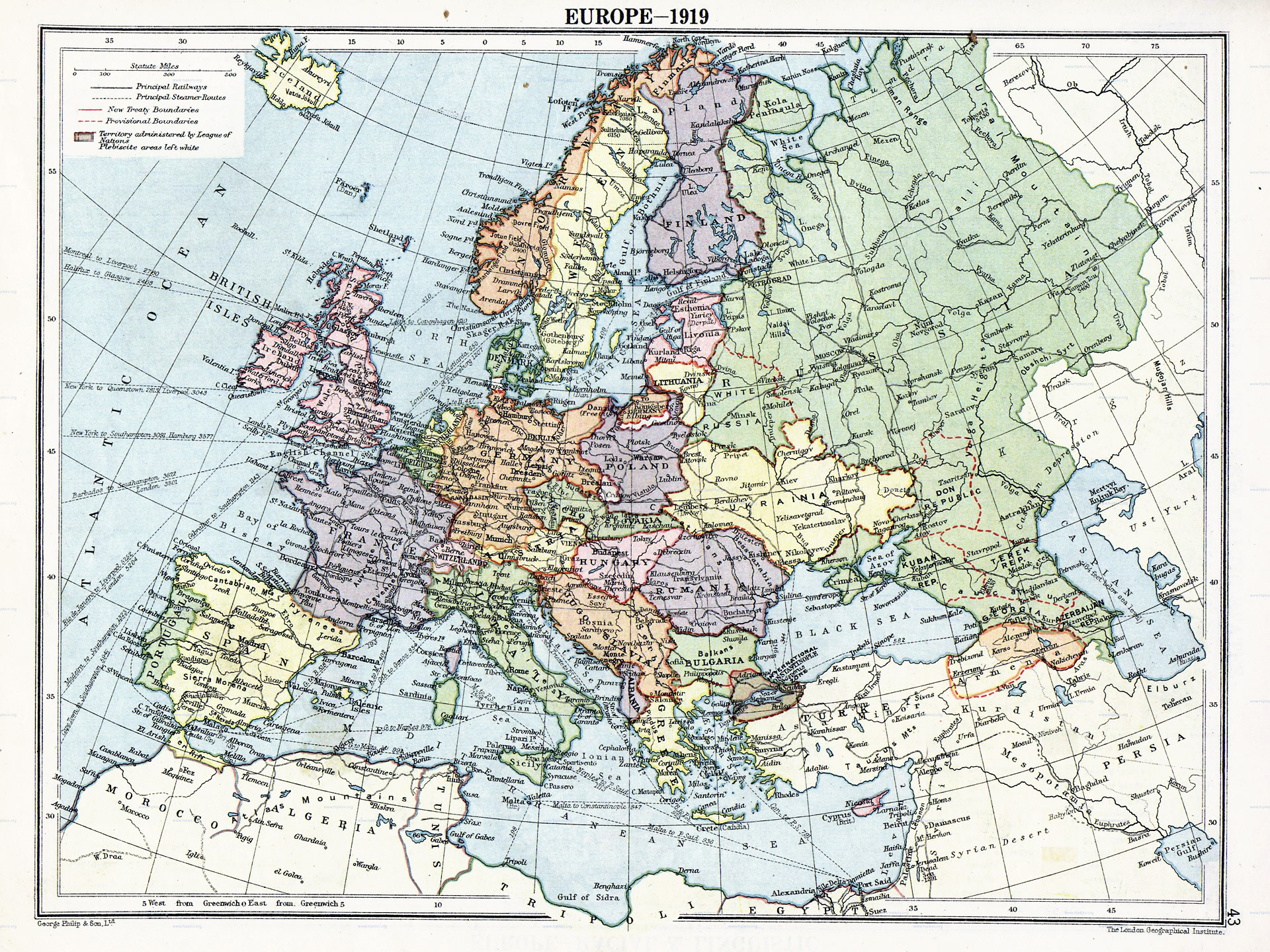
الانقسامات السياسية في أوروبا سنة 1919 بعد معاهدات بريست ليتوفسك وفرساي وقبل معاهدات تريانون وقارس وريغا وإنشاء الاتحاد السوفيتي ودولة أيرلندا الحرة والجمهورية التركية

حدثت موجة ثورية يسارية متطرفة وشيوعية في غالب الأحيان في العديد من البلدان الأوروبية في سنوات 1917-1920، ولا سيما في ألمانيا والمجر. كان الحدث الوحيد الأكثر أهمية الذي عجل بوقف الحرب العالمية الأولى هي الثورة الروسية سنة 1917.

### ألمانيا
ظهرت في ألمانيا ثورة اشتراكية أدت إلى تأسيس قصير لعدد من الأنظمة السياسية الشيوعية في الأجزاء (الحضرية بشكل أساسي) من البلاد، وتنازل القيصر فيلهلم الثاني وإنشاء جمهورية فايمار.
في 28 يونيو 1919 اضطرت جمهورية فايمار تحت تهديد استمرار تقدم الحلفاء، إلى التوقيع على معاهدة فرساي. اعتبرت ألمانيا المعاهدة أحادية الجانب بمثابة إذلال وإلقاء اللوم عليها في الحرب بأكملها. بينما كان القصد من المعاهدة هو إسناد الذنب لألمانيا لتبرير التعويضات المالية، فإن فكرة اللوم ترسخت كقضية سياسية في المجتمع الألماني ولم يقبلها القوميون أبدًا، على الرغم من أن البعض جادل بها مثل المؤرخ الألماني فريتز فيشر. قامت الحكومة الألمانية بنشر الدعاية للترويج لهذه الفكرة، ومولت مركز دراسة أسباب الحرب لهذا الغرض.
وطُلب من ألمانيا تعويضات تقدر بـ 132 مليار مارك ذهبي (31.5 مليار دولار أو 6.6 مليار جنيه إسترليني)، منها 50 مليارًا فقط يتعين دفعها فورا. من أجل تمويل مشتريات العملات الأجنبية اللازمة لسداد التعويضات، طبعت الجمهورية الألمانية الجديدة مبالغ هائلة من المال - مما أدى إلى آثار كارثية. ابتليت ألمانيا بالتضخم المفرط بين 1921 و 1923. في تلك الفترة انخفضت قيمة العلامة للمارك الورقي مقابل العملة السابقة مارك ذهبي إلى واحد تريليون (مليون مليون) من قيمتها. وفي ديسمبر 1922 أعلنت لجنة التعويضات أن ألمانيا تخلفت عن السداد، وفي 11 يناير 1923 احتلت القوات الفرنسية والبلجيكية منطقة الرور حتى 1925.
طالبت المعاهدة ألمانيا بتقليص حجم جيشها بشكل دائم إلى 100,000 رجل، وتدمير دباباتهم وقواتهم الجوية وأسطول الغواصات (سفن الرئيسة الراسية في سكابا فلو تم إغراقها من قبل أطقمها لمنعها من السقوط في أيدي الحلفاء).
شهدت ألمانيا قضم مساحات صغيرة نسبيًا من أراضيها إلى الدنمارك وتشيكوسلوفاكيا وبلجيكا، وإعطاء الألزاس واللورين إلى فرنسا (بما في ذلك الاحتلال الفرنسي المؤقت لراينلاند) والمساحة الأكبر إلى بولندا من أجل إعادة تأسيسها. وقسمت مستعمرات ألمانيا بين عدد من دول الحلفاء، وأبرزها المملكة المتحدة في إفريقيا، لكن خسارة الأراضي التي شكلت الدولة البولندية المستقلة حديثًا، ومنها مدينة دانزيج الألمانية وانفصال شرق بروسيا عن بقية ألمانيا تسبب بغضب شعبي شديد. وقد غذت الدعاية النازية من وجهة النظر الألمانية العامة بأن المعاهدة كانت غير عادلة - لم يقبل العديد من الألمان المعاهدة على أنها شرعية، وقدموا دعمهم السياسي لأدولف هتلر.

### الإمبراطورية الروسية

المسرح الأوروبي للحرب الأهلية الروسية في 1918-1919

استفاد الاتحاد السوفيتي من خسارة ألمانيا في الحرب، حيث كان من أول شروط الهدنة إلغاء معاهدة بريست ليتوفسك. وفي وقت الهدنة كانت روسيا داخلة في حرب أهلية خلفت أكثر من سبعة ملايين قتيل ودمرت مناطق واسعة من البلاد. وعانت الأمة اجتماعيًا واقتصاديًا.
حصلت ليتوانيا ولاتفيا وإستونيا على استقلال مؤقت، حيث احتلها الاتحاد السوفيتي مرة أخرى سنة 1940. وحصلت فنلندا على استقلال دائم، رغم أنها اضطرت مرارًا وتكرارًا إلى محاربة الاتحاد السوفيتي من أجل حماية حدودها.
تأسست دول أرمينيا وجورجيا وأذربيجان المستقلة في منطقة القوقاز. ومع ذلك بعد انسحاب الجيش الروسي سنة 1917، غزت تركيا أرمينيا سنة 1920 واستردت أرتوين وقارص وإغدير. ونتيجة لغزو الجيش الأحمر الروسي، فقد أعلن بأن دول القوقاز الثلاثة هي جمهوريات سوفياتية في 1920، ومع مرور الوقت تم استيعابها في الاتحاد السوفيتي.
حصلت رومانيا على بيسارابيا من روسيا.
احتل الصينيون الامتياز الروسي في تيانجين سنة 1920؛ وفي 1924 تخلى الاتحاد السوفياتي عن مطالباته بالمنطقة.

### النمسا-المجر
بدأت الحرب قطعيًا تنتقل ضد قوى المركز، وبدأت معها شعوب النمسا-المجر تفقد الثقة في حلفائها، وحتى قبل الهدنة في نوفمبر ساهمت القومية الراديكالية بالعديد من إعلانات الاستقلال في جنوب وسط أوروبا بعد نوفمبر 1918. وبما أن الحكومة المركزية قد توقفت عن العمل في مناطق شاسعة، فقد وجدت تلك المناطق نفسها بدون حكومة وحاولت العديد من الأحزاب الجديدة ملء الفراغ، في الوقت الذي كان السكان يواجهون نقصًا في الغذاء وكانوا محبطين في الغالب بسبب الخسائر التي تكبدوها خلال الحرب. فحاولت تلك الأحزاب السياسية، بدءًا من القوميين المتحمسين إلى الديمقراطيين الاجتماعيين إلى الشيوعيين إنشاء حكومات بأسماء القوميات المختلفة. وفي مناطق أخرى أشركت الدول القومية الموجودة مثل رومانيا المناطق التي اعتبروها دولتهم. خلقت هذه التحركات حكومات الأمر الواقع التي صعبت من أوضاع الدبلوماسيين والأيديولوجيين والحلفاء الغربيين.

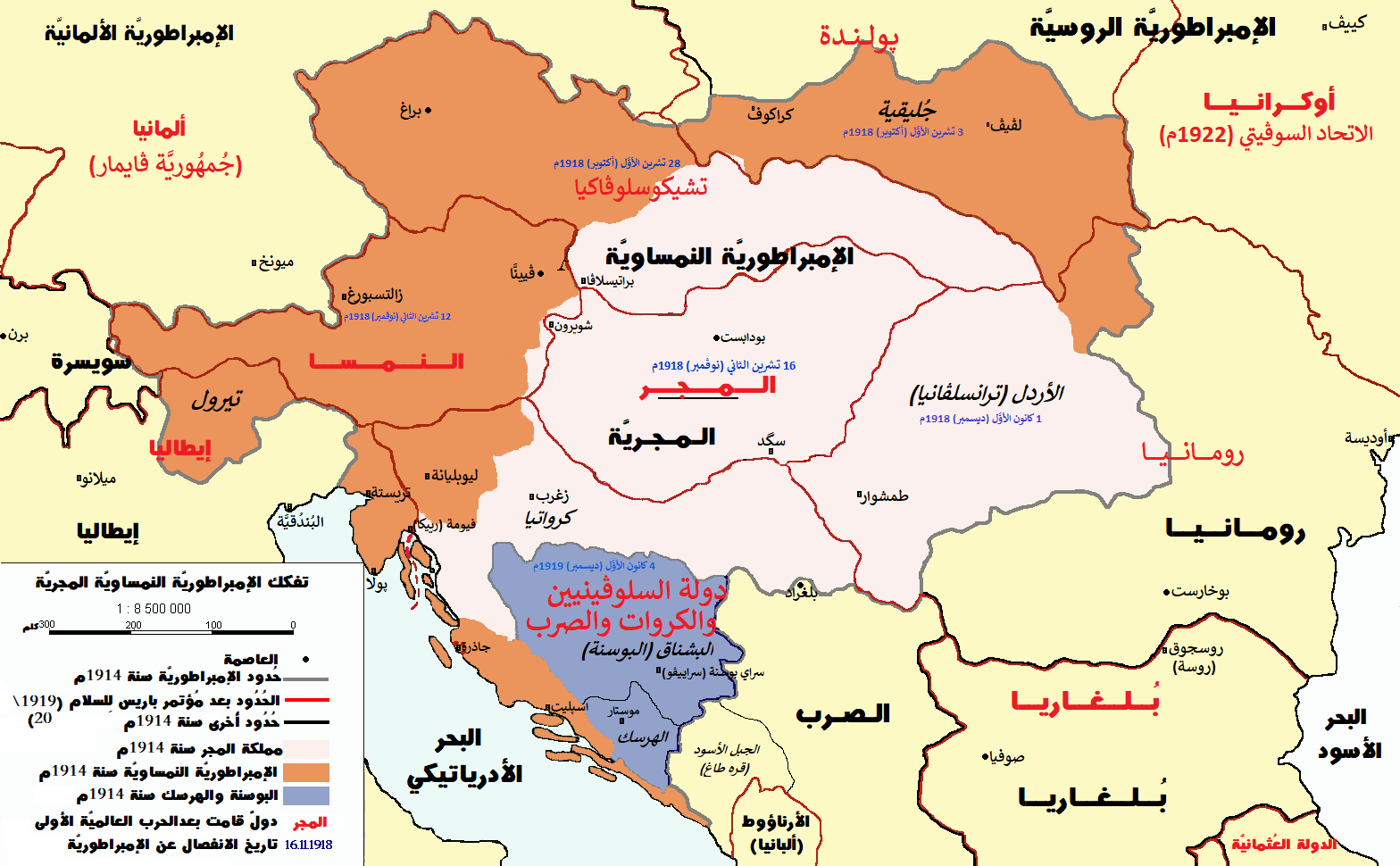
تقسيم النمسا-المجر بعد الحرب العالمية الأولى

كان من المفترض رسمياً أن تحتل القوات الغربية الإمبراطورية القديمة، ولكن لم يكن لديها ما يكفي من القوات للقيام بذلك بالكامل. كان عليهم التعامل مع السلطات المحلية التي لديها أجندتها الخاصة للوفاء بها. وفي مؤتمر السلام في باريس كان على الدبلوماسيين التوفيق بين هذه السلطات والمطالب المتنافسة للقوميين الذين لجأوا إليها طلباً للمساعدة أثناء الحرب، والرغبات الاستراتيجية أو السياسية للحلفاء الغربيين أنفسهم، وأجندات أخرى مثل الرغبة في تنفيذ روح النقاط الأربع عشرة.
على سبيل المثال من أجل الارتقاء إلى مستوى تقرير المصير المثالي المنصوص عليه في النقاط الأربع عشرة، يجب على الألمان سواء كانوا نمساويين أو ألمان أن يكونوا قادرين على تقرير مستقبلهم وحكومتهم. ومع ذلك كان فرنسا قلقة من أن توسيع ألمانيا سيكون خطرًا أمنيًا كبيرًا. ومما زاد من تعقيد الموقف قدمت وفود مثل التشيك والسلوفينيا مطالبات قوية في بعض المناطق الناطقة بالألمانية.
وكانت النتيجة هي معاهدات أساءت إلى العديد من المُثُل وأساءت أيضًا إلى العديد من الحلفاء، وأقامت نظامًا جديدًا على المنطقة. كان كثير من الناس يأملون من أن تسمح الدول القومية الجديدة بعصر جديد من الازدهار والسلام في منطقة خالية من خلافات مريرة بين القوميات كما في الخمسين سنة الماضية. أثبت هذا الأمل أنه مفرط في التفاؤل. فقد تضمنت التغييرات في التكوين الإقليمي بعد الحرب العظمى ما يلي:
- تأسيس جمهورية النمسا الألمانية والجمهورية المجرية الشعبية، ومنع أي استمرارية مع الإمبراطورية ونفي عائلة هابسبورغ إلى الأبد.
- بعد سنة 1920 لم تتضمن أراضي المجر الجديدة تقريبًا أكثر من ثلثي أراضي مملكة المجر السابقة، ومنها المناطق التي يشكل فيها العرق المجري أغلبية. في حين حافظت جمهورية النمسا الجديدة على سيطرتها على معظم المناطق التي كان يهيمن عليها الألمان في الغالب، لكنها خسرت العديد من الأراضي ذات الأغلبية الألمانية الأخرى في ما كان يُعرف بالإمبراطورية النمساوية.

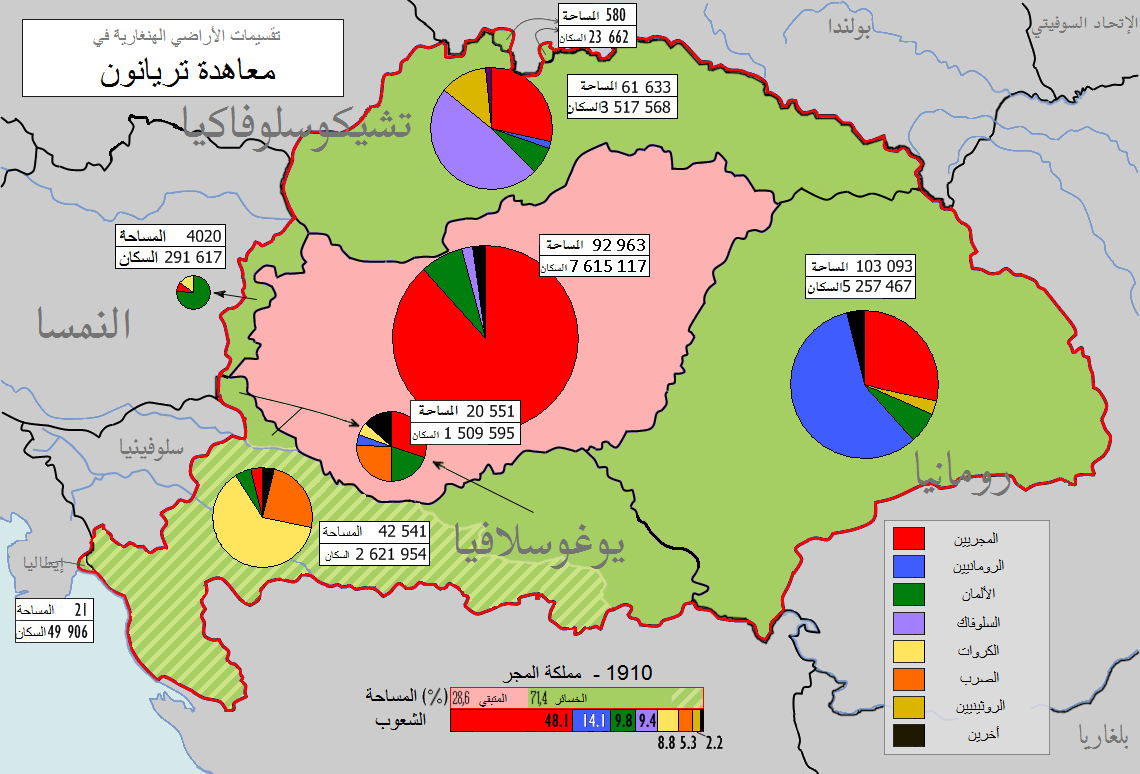
خسرت مملكة المجر في معاهدة تريانون 72 ٪ من أراضيها (بما في ذلك كرواتيا) و 3.3 مليون شخص من العرق المجري.

- شكلت بوهيميا ومورافيا وأوبافا سيليزيا والجزء الغربي من دوقية سيسزين وجزء كبير من المجر العليا وروثينيا الكارباتية تشيكوسلوفاكيا الجديدة.
- تم نقل غاليسيا والجزء الشرقي من دوقية سيسزين وشمال كونتية أورفا وشمال كونتية سيبيس إلى بولندا.
- تم منح النصف الجنوبي من كونتية تيرول وترييستي لإيطاليا.
- وضم إلى صربيا كلا من البوسنة والهرسك وكرواتيا-سلوفينيا و ماجيموريه [الإنجليزية] دالماسيا وسلوفينيا وسيرميا وأجزاء من كونتيات بانات باجكا وبارنيا وتورنتال وتيميز، وشكلت جميعها مملكة الصرب والكروات والسلوفينيين، والتي سميت لاحقا بيوغوسلافيا.
- أصبحت ترانسيلفانيا وأجزاء من بانات وكريشانا وماراموريش وبوكوفينا جزءًا من رومانيا.
- تم التنازل عن الامتياز النمساوي المجري في تيانجين لجمهورية الصين.

تم التأكيد على تلك التغييرات في معاهدة فرساي. ولكن تم تعديلها لاحقًا في معاهدتي سان جيرمان وتريانون.
تضمنت معاهدات 1919 بشكل عام ضمانات لحقوق الأقليات، لكن لم تكن هناك آلية تنفيذ. كان لدى جميع الدول الجديدة في أوروبا الشرقية أقليات عرقية كبيرة. وجد ملايين الألمان أنفسهم أقلية في البلدان المنشأة حديثًا. ووجد أكثر من مليوني مجري أنفسهم يعيشون خارج المجر في تشيكوسلوفاكيا ورومانيا ومملكة الصرب والكروات والسلوفينيين. وجدت العديد من تلك الأقليات نفسها في مواقف معادية لأن الحكومات الحديثة كانت عازمة على تحديد الطابع القومي للبلدان، غالبًا على حساب القوميات الأخرى. كانت فترة ما بين الحربين العالميتين صعبة بالنسبة للأقليات الدينية في الدول الجديدة المبنية على القومية العرقية. كان اليهود غير موثوقين بشكل خاص بسبب ديانتهم الأقلية وثقافتهم الفرعية المتميزة. كان هذا هبوطًا دراماتيكيًا من أيام الإمبراطورية النمساوية المجرية. على الرغم من انتشار معاداة السامية خلال فترة حكم هابسبورغ، إلا أن اليهود لم يواجهوا أي تمييز رسمي لأنهم كانوا في الغالب من المؤيدين المتحمسين للدولة متعددة الجنسيات والنظام الملكي.
تسبب الاضطراب الاقتصادي للحرب ونهاية الاتحاد الجمركي النمساوي المجري في صعوبات كبيرة في العديد من المجالات. على الرغم من إنشاء العديد من الدول على أنها ديمقراطيات بعد الحرب، إلا أنها باستثناء تشيكوسلوفاكيا عادت إلى شكل من أشكال الحكم الاستبدادي واحدة تلو الأخرى. وتحدى الكثير بعضهم البعض، لكنهم كانوا أضعف من أن يتنافسوا بشكل فعال. وعندما أعادت ألمانيا تسليحها، لم تتمكن الدول القومية في جنوب وسط أوروبا من مقاومة هجماتها، ووقعت تحت الهيمنة الألمانية إلى حد أكبر بكثير مما كانت عليه في أي وقت مضى في فترة النمسا-المجر.

### الدولة العثمانية

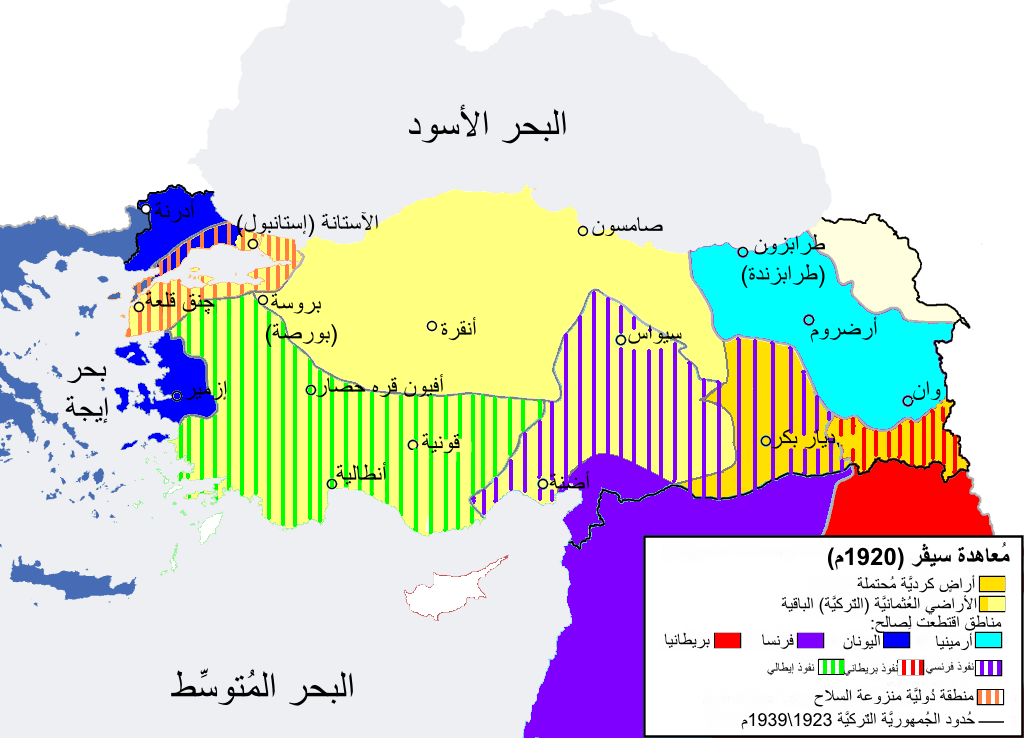
حدود تركيا وفقًا لمعاهدة سيفر (1920) التي ألغيت واستبدلت بمعاهدة لوزان 1923.

في نهاية الحرب احتل الحلفاء اسطنبول وانهارت الحكومة العثمانية. فتم في 10 أغسطس 1920 التوقيع على معاهدة سيفر المهينة مع الدولة العثمانية، والمعاهدة صممت لإصلاح الضرر الذي سببه العثمانيون أثناء الحرب على الحلفاء المنتصرين ولكن السلطان لم يصادق عليها مطلقًا.
انتج احتلال اليونان لإزمير في 18 مايو 1919 حركة قومية رافضة للمعاهدة. ورفض الثوار الأتراك بقيادة مصطفى كمال أتاتورك القائد العثماني شروط سيفر، وغادر إسطنبول كونه المفتش العام للجيش العثماني إلى سامسون لتنظيم القوات العثمانية المتبقية لمقاومة شروط المعاهدة. وعلى الجبهة الشرقية فبعد غزو أرمينيا سنة 1920 وتوقيع معاهدة قارص مع روسيا السوفيتية استردت تركيا الأراضي التي خسرتها من أرمينيا وروسيا السوفيتية.
على الجبهة الغربية، بعد ازدياد نفوذ القوى القومية التركية قامت اليونان وبدعم من بريطانيا إلى غزو عمق الأناضول في محاولة لتوجيه ضربة للثوار. ولكنها هُزمت في معركة دوملوبونار وأجبرت على الانسحاب من آسيا الصغرى، ثم أحرقت أزمير. مع تمكن القوميين سار جيشهم لاستعادة إسطنبول، مما أدى إلى أزمة تشاناك التي أجبر فيها رئيس الوزراء البريطاني ديفيد لويد جورج على الاستقالة. وبعد سيطرة المقاومة التركية على الأناضول وإسطنبول، ألغيت معاهدة سيفر وحلت محلها معاهدة لوزان (1923) التي أنهت جميع الأعمال العدائية رسميًا وأدت إلى إنشاء الجمهورية التركية الحديثة. نتيجة لذلك أصبحت تركيا القوة الوحيدة في الحرب العالمية الأولى التي قلبت شروط هزيمتها والتفاوض مع الحلفاء على قدم المساواة.
اعترفت معاهدة لوزان رسميًا بالانتداب الجديد لعصبة الأمم في الشرق الأوسط، وسيادة بريطانيا على قبرص. منحت عصبة الأمم انتدابًا من الفئة (أ) على سوريا ولبنان والانتداب البريطاني على العراق وفلسطين، وتتألف الأخيرة من منطقتين تتمتعان بالحكم الذاتي: فلسطين الانتدابية وإمارة شرق الأردن. أصبحت أجزاء من الدولة العثمانية في شبه الجزيرة العربية جزءًا مما يعرف اليوم بالمملكة العربية السعودية واليمن. أصبح تفكك الدولة العثمانية معلماً محورياً في إنشاء الشرق الأوسط الحديث، وكانت نتائجه شاهداً على نشوء صراعات وأعمال عدائية جديدة في المنطقة.

### المملكة المتحدة

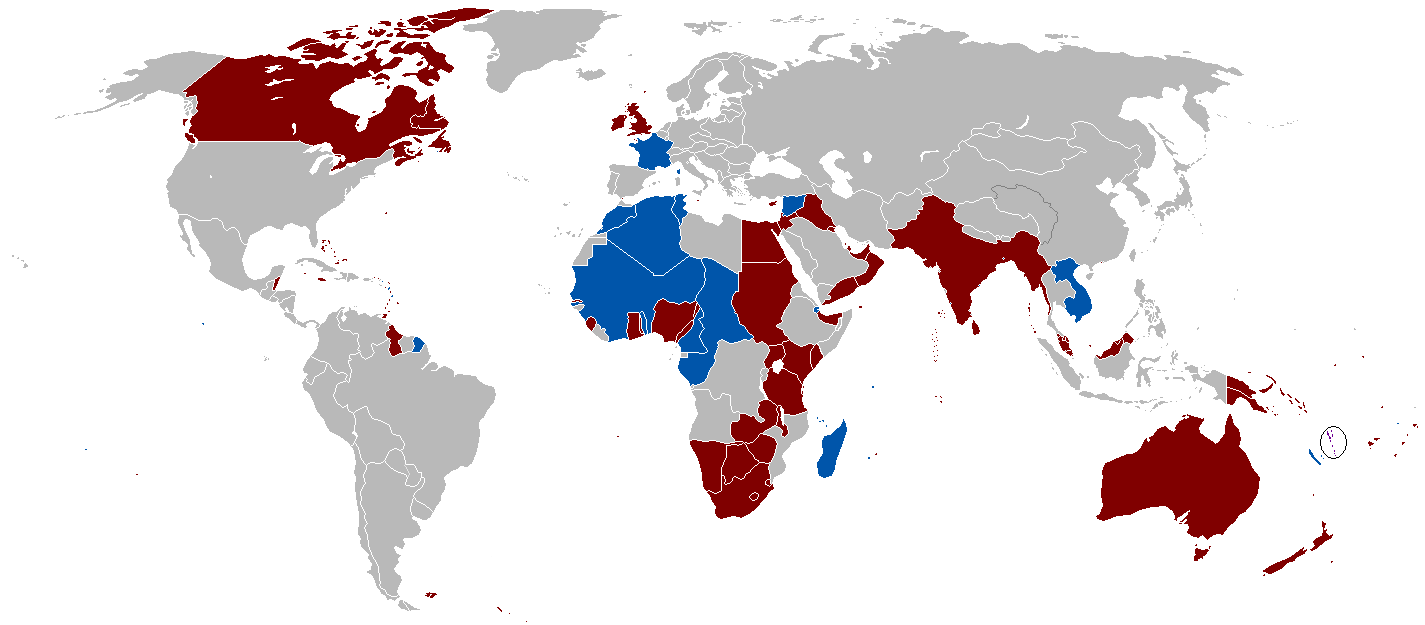
بلغت الإمبراطوريتان الاستعماريتان البريطانية والفرنسية ذروتهما بعد الحرب العالمية الأولى.

كان لتمويل الحرب في المملكة المتحدة كلفة اقتصادية باهظة. كونها أكبر مستثمر خارجي في العالم أصبحت واحدة من أكبر المدينين، حيث شكلت مدفوعات الفائدة حوالي 40 ٪ من إجمالي الإنفاق الحكومي. تضاعف التضخم من 1914 وبلغ الذروة في 1920، بينما انخفضت قيمة الجنيه الإسترليني (الإنفاق الاستهلاكي) بنسبة 61.2٪. أدت تعويضات الحرب من الفحم الألماني المجاني إلى انخفاض الصناعة المحلية، مما أشعل الإضراب العام في 1926 [الإنجليزية].
جمعت بريطانيا من بيع استثماراتها الخاصة في الخارج حوالي 550 مليون جنيه إسترليني. إلا أنه قد أدخلت استثمارات جديدة بقيمة 250 مليون جنيه إسترليني خلال الحرب. وبذلك بلغ صافي الخسارة المالية حوالي 300 مليون باوند؛ أقل مقارنة من عامين من الاستثمار بالمعدل المتوسط قبل الحرب وأكثر من سنة 1928. كانت الخسارة المادية «طفيفة»: أهمها 40٪ من الأسطول التجاري البريطاني الذي أغرقته غواصات يو بوت الألمانية. تم استبدال معظم هذا في 1918 وكل ذلك بعد الحرب مباشرة. وعلق المؤرخ العسكري كوريلي بارنيت «بأنه في الحقيقة الموضوعية، لم تلحق الحرب العظمى أي ضرر اقتصادي شديد لبريطانيا ولكنها شلتهم معنويًا ولا شيء آخر».
تشمل التغييرات الأقل واقعية الإصرار المتزايد لدول الكومنولث. أدت المعارك مثل جاليبولي لأستراليا ونيوزيلندا، وفيمي ريدج لكندا إلى زيادة الفخر الوطني وازدياد الإحجام بالبقاء تابعًا لبريطانيا، مما أدى إلى تنامي الحكم الذاتي الدبلوماسي في عشرينيات القرن الماضي. غالبًا ما تم تزيين تلك المعارك بالدعاية في هذه الدول كرمز لقوتها أثناء الحرب. أصبحت المستعمرات مثل الراج البريطاني (الهند) ونيجيريا أكثر حزمًا بسبب مشاركتها في الحرب. أصبح السكان في هذه البلدان يدركون قوتهم وهشاشة بريطانيا.

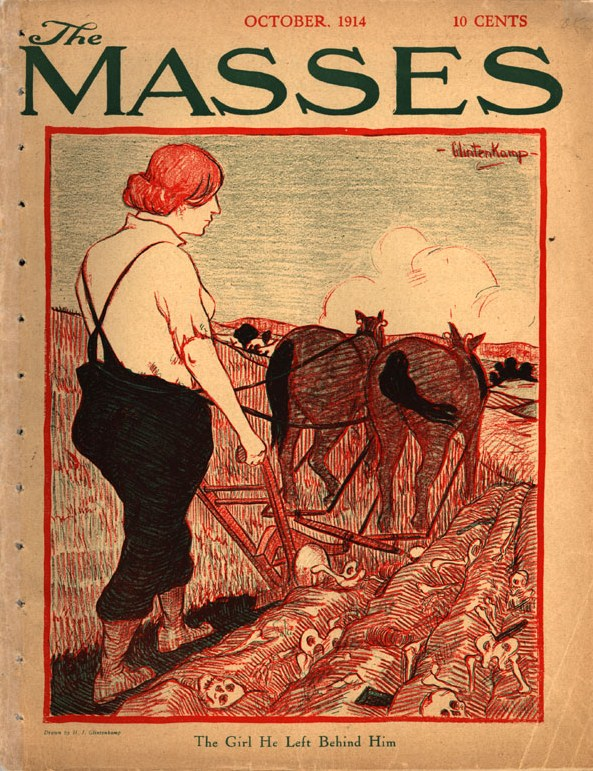
رسم كاريكاتوري تنبأ بنتائج الحرب بريشة هنري جلينتنكامب، نُشر لأول مرة في مجلة «ماسيس» سنة 1914

في أيرلندا أدى التأخير في إيجاد حل لقضية الحكم الذاتي، والذي تفاقم بسبب رد فعل الحكومة العنيف تجاه ثورة عيد الفصح 1916. وساهمت محاولتها الفاشلة لإدخال التجنيد الإجباري [الإنجليزية] في أيرلندا سنة 1918 إلى زيادة الدعم للراديكاليين الانفصاليين. أدى ذلك بشكل غير مباشر إلى اندلاع حرب الاستقلال الأيرلندية في 1919. وقد مثل إنشاء دولة أيرلندا الحرة التي أعقبت هذا الصراع خسارة إقليمية للمملكة المتحدة تكاد تكون مساوية لخسارة ألمانيا لأراضيها، بل أكثر من ذلك فإن خسارتها للأراضي من حيث النسبة هي أكبر من خسارة ألمانيا لأراضي ما قبل الحرب. على الرغم من ذلك ظلت الدولة الأيرلندية الحرة ذات سيادة داخل الإمبراطورية البريطانية.

### الولايات المتحدة
على الرغم من خيبة أمل الولايات المتحدة من الحرب وأنها لم تحقق المثل العليا التي وعد بها الرئيس وودرو ويلسون، إلا أن المصالح التجارية الأمريكية مولت جهود إعادة البناء والتعويض الأوروبية في ألمانيا، على الأقل حتى بداية الكساد الكبير. انقسم الرأي الأمريكي حول مدى ملاءمة تقديم المساعدة للألمان والنمساويين، كما يتضح من تبادل المراسلات بين إدغار غوت المدير التنفيذي لشركة بوينج وتشارلز أوسنر رئيس لجنة إغاثة النساء والأطفال المعوزين في ألمانيا والنمسا. إدعى غوت بأن الإغاثة يجب أن تذهب أولاً إلى مواطني البلدان التي عانت من قوى المركز، بينما دعا أوسنر بتطبيق المثل الإنسانية لتكون أكثر عالمية. سمح النفوذ الاقتصادي الأمريكي بالكساد العظيم ببدء تأثير الدومينو، فجذب أوروبا معه.

### فرنسا

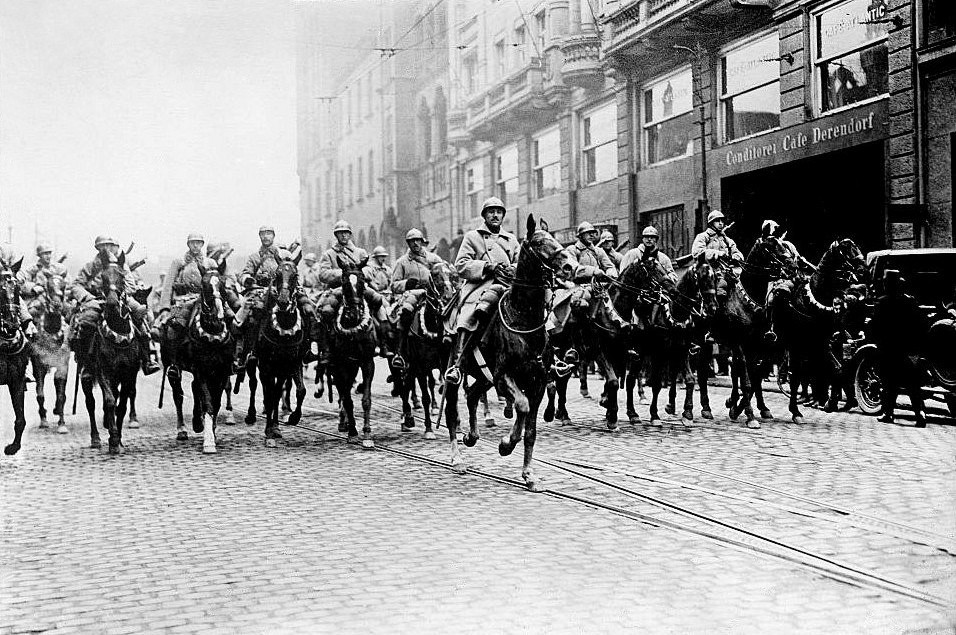
الخيالة الفرنسية تدخل إسن بعد احتلال الرور.

عادت منطقة الألزاس واللورين إلى فرنسا بعدما تنازلت عنها لبروسيا سنة 1871 بعد الحرب الفرنسية البروسية. وكان هدف رئيس الوزراء جورج كليمنصو في مؤتمر السلام 1919 هو ضمان ألا تسعى ألمانيا للانتقام في السنوات التالية. لهذا الغرض طالب المارشال فرديناند فوش القائد الرئيسي لقوات الحلفاء بأن يكون نهر الراين هو الحد بين فرنسا وألمانيا من أجل حماية بلاده مستقبلا. استنادًا إلى التاريخ كان مقتنعًا بأن ألمانيا ستصبح تهديدًا مرة أخرى، وعند سماعه شروط معاهدة فرساي التي تركت ألمانيا سليمة إلى حد كبير، ذكر بأن «هذا ليس سلامًا. بل هدنة لمدة عشرين عامًا».
كان من المقرر تعويض الدمار الذي لحق بالأراضي الفرنسية من خلال التعويضات التي تم التفاوض عليها في فرساي. سيطرت تلك الضرورة المالية على السياسة الخارجية لفرنسا طوال عشرينيات القرن الماضي، مما أدى إلى احتلال الرور سنة 1923 لإجبار ألمانيا على الدفع. ومع ذلك لم تكن ألمانيا قادرة على الدفع، وحصلت على دعم من الولايات المتحدة. وهكذا تم التفاوض على خطة دوز بعد احتلال رئيس الوزراء ريمون بوانكاريه لمنطقة الرور، ثم خطة يونغ في 1929.
من الأهمية بمكان أيضًا في الحرب مشاركة كتائب استعمارية فرنسية (التي بلغت حوالي 10 ٪ من إجمالي عدد القوات التي نشرتها فرنسا في الحرب)، ومنهم الجنود السنغاليين والهند الصينية وشمال إفريقيا ومدغشقر. وعندما عاد هؤلاء الجنود إلى أوطانهم لم تتغير معاملتهم بأنهم مواطنين من الدرجة الثانية، أصبح الكثير منهم نواة للجماعات المؤيدة للاستقلال.
علاوة على ذلك في ظل حالة الحرب المعلنة أثناء الأعمال العدائية، كان الاقتصاد الفرنسي مركزًا إلى حد ما من أجل التمكن من التحول إلى اقتصاد الحرب مما أدى إلى ظهور أول ثغرة لليبرالية الكلاسيكية.
أخيرًا شكل دعم الاشتراكيين لحكومة الاتحاد الوطني (ومنها ترشيح ألكسندر ميلران وزيرًا للحرب) تحولًا نحو تحول القسم الفرنسي من الأممية العمالية (SFIO) نحو الديمقراطية الاجتماعية والمشاركة في الحكومات البرجوازية، على الرغم من محافظة ليون بلوم على الخطاب الاشتراكي.

#### النساء في فرنسا
عندما انتهت الحرب وعاد الرجال إلى ديارهم، أضحى العالم مختلفًا تمامًا عما كان عليه قبل الحرب. فتحطمت العديد من المثل والمعتقدات مع الحرب. فحاول العائدون من الخطوط الأمامية وحتى ممن كان في الجبهة الداخلية لالتقاط ما تبقى من تلك المُثُل والمعتقدات ومحاولة إعادة بنائها. قبل تلك الحرب اعتقد الكثيرون أنها ستكون سريعة، كما حدث من قبل. ومع التكنولوجيا والأسلحة الجديدة، كانت الحرب قد شلت جزء كبير منها، مما أدى إلى تغيير معتقد الكثيرون أنها حرب سريعة إلى حرب طويلة وشاقة. ومع انتشار الموت والدمار في فرنسا، ليس من المستغرب عند النظر إلى الوراء أن طريقة حياة المواطنين الفرنسيين قد تغيرت إلى الأبد.
رأى العديد من المواطنين التغيير في الثقافة وألقوا باللوم على الحرب في نزع النظارات الوردية التي كان المجتمع ينظر إليها من خلالها. وجد العديد من العلماء والكتاب مثل دریو لاروشل طرقًا عديدة لوصف هذه النظرة الجديدة للواقع مثل خلاعة الملابس. تلك المقارنة بين الواقع الجديد وتجريد الملابس ترتبط أيضًا بحقيقة أن وظائف الجنسين تغيرت بقوة بعد الحرب.
خلال الحرب إستلمت النساء العديد من الوظائف لأن الرجال موجودون في الخطوط الأمامية. أعطى هذا للمرأة إحساسًا جديدًا بالحرية لم تكن قادرة على تجربته من قبل. لم تكن الكثير من النساء يرغبن في العودة إلى ما كانت عليه الأمور قبل الحرب، عندما توقعن البقاء في المنزل والاهتمام به. وعندما انتهت الحرب أراد العديد من الأجيال الأكبر سنًا والرجال أن تعود المرأة إلى أدوارها السابقة.
في الوقت الذي تم فيه تحديد وظائف الجنسين وتشابكها مع ثقافة الأماكن الأخرى، كان الأمر مروعًا للمواطنين الفرنسيين الذين شاهدوا عدد من النساء يعارضن النمط القديم بعد الحرب العظمى. في حين كان نمط حياة الجنسين قد تغيرت ببطء منذ أن أعطت الثورة الصناعية المزيد من خيارات العمل خارج المنزل في المصانع، إلا أنه لم يكن تغييرًا سريعًا وجذريًا كما كان بعد الحرب العالمية الأولى. خلال الحرب ذهب العديد من الرجال للقتال، تاركين ورائهم وظائف المصانع التي كان يُنظر إليها عادةً على أنها وظيفة الرجال فقط. كان لا بد من شغل هذه الوظائف، وفي انعدام وجود رجال لشغل تلك الوظائف، حلت النساء محلهم لملء الفراغ. وقد عانت فرنسا من خسائر فادحة في الأرواح خلال الحرب العالمية الأولى، مما ترك العديد من الوظائف غير قابلة لإعادة الملء حتى بعد الحرب.

### إيطاليا

سكان فيوم يحتفلون بدانونزيو وفيلقه في سبتمبر 1919. في ذلك الوقت كان عدد الإيطاليين في المدينة 22,488، أي 62 ٪ من إجمالي عدد السكان البالغ 35,839 نسمة.

في سنة 1882 انضمت إيطاليا إلى الإمبراطورية الألمانية والإمبراطورية النمساوية المجرية لتشكيل الحلف الثلاثي. ومع أن العلاقات مع برلين أصبحت ودية للغاية، إلا أنها بقيت رسمية جدا مع فيينا رسميًا تمامًا، حيث كان الإيطاليون حريصين على أخذ ترينتينو وترييستي الخاضعتين للإمبراطورية النمساوية المجرية، حيث أغلبية سكانها من الإيطاليين.
خلال الحرب العالمية الأولى انضمت إيطاليا إلى الحلفاء، بدلاً من الانضمام إلى ألمانيا والنمسا. وسبب ذلك أن التحالف كان له صلاحيات دفاعية فقط، في حين كانت دول المركز هي التي بدأت الهجوم. وفي معاهدة لندن عرضت بريطانيا سرًا على إيطاليا ترينتينو وتيرول حتى برينر وتريست وإستريا، وجميع الساحل الدلماسي باستثناء فيومي، وكامل الملكية لفالونا الألبانية والحماية على ألبانيا [الإنجليزية] وأنطاليا في تركيا وحصة من تركيا والإمبراطورية الاستعمارية الألمانية في مقابل انحياز إيطاليا ضد إمبراطوريات المركز.
بعد النصر ذهب فيتوريو أورلاندو رئيس مجلس الوزراء الإيطالي ومعه سيدني سونينو وزير خارجيته ليكونا ممثلي إيطاليا إلى باريس بهدف الحصول على الأراضي الموعودة، وأكبر قدر ممكن من أراض أخرى. وكان هناك رأي قوي حول وضع فيوم، التي أغلبية سكانها من الإيطاليين، وبالاتفاق مع مبادئ ويلسون الأربعة عشر ذكرت الفقرة التاسعة:
«يجب تعديل حدود إيطاليا على أساس الخطوط القومية التي يمكن التعرف عليها بوضوح».
ولكن ماإن انتهت الحرب حتى أدرك الحلفاء أنهم أبرموا اتفاقيات متناقضة مع دول أخرى، خاصة فيما يتعلق بأوروبا الوسطى والشرق الأوسط. ففي اجتماع الأربعة الكبار، تمت إعاقة سلطات أورلاندو الدبلوماسية بسبب افتقاره للغة الإنجليزية، وكانت تلك القوى على استعداد لإعطاء من ترينتينو إلى برينر وميناء زارا الدلماسي وجزيرة لاجوستا وبعض المستعمرات الألمانية الصغيرة فقط. ووعدت الأمم الأخرى بجميع باقي الأراضي، وكانت قلقة بشأن طموحات إيطاليا الإمبريالية؛ وخصوصا كان ويلسون من أشد المؤيدين للحقوق اليوغوسلافية في دالماتيا ضد إيطاليا وعلى الرغم من معاهدة لندن التي لم يعترف بها. نتيجة لذلك غادر أورلاندو المؤتمر في حالة من الغضب. كان هذا في صالح بريطانيا وفرنسا اللتين قسمتا فيما بينهما الأراضي العثمانية والألمانية السابقة في إفريقيا.
واندلع السخط في إيطاليا: فقد ادعت الوحدوية (انظر: وحدوية إيطالية) أن فيومي ودالماسيا أراضٍ إيطالية؛ وشعر الكثير أن بلدهم شاركت في حرب لا معنى لها دون الحصول على أي فوائد جدية. فقد كانت فكرة الانتصار المشوه (vittoria mutilata) هي السبب التي أدت إلى ظهور ما سمي استغلال فيوم. ففي 12 سبتمبر 1919 قاد الشاعر القومي غابرييل دانونزيو حوالي 2600 جندي من الجيش الملكي الإيطالي ومعه القوميين والوحدويين للاستيلاء على المدينة، مما أجبر الحلفاء (الأمريكيين والبريطانيين والفرنسيين) على الانسحاب.
أصبح الانتصار المشوه جزءًا مهمًا من الدعاية الفاشية الإيطالية.

### الصين
خلال الحرب انضمت جمهورية الصين إلى الحلفاء، فأرسلت آلاف العمال إلى فرنسا. وفي مؤتمر باريس للسلام 1919 طلب الوفد الصيني بإنهاء المؤسسات الإمبريالية الغربية في الصين، لكن تم رفضه. ثم طلبت على الأقل الاستعادة الرسمية لأراضيها في خليج جياوزو من السيطرة الاستعمارية الألمانية منذ 1898. لكن الحلفاء الغربيين رفضوا طلب الصين، وبدلاً من ذلك منحوا اليابان جميع أراضي ألمانيا قبل الحرب وحقوقها في الصين. فلم توقع الصين على معاهدة فرساي، وبدلاً من ذلك وقعت معاهدة سلام منفصلة مع ألمانيا في 1921.
قامت الحكومة الصينية بوضع الامتيازات النمساوية المجرية والألمانية في تيانجين تحت إدارتها؛ ثم قاموا باحتلال المنطقة الروسية في 1920.
أدى موافقة الحلفاء الغربيين الكبير لطموحات اليابان الإقليمية على حساب الصين إلى قيام حركة الرابع من مايو في الصين، وهي حركة اجتماعية وسياسية كان لها تأثير عميق على التاريخ الصيني اللاحق. غالبًا ما يُشار إليها بأنها ولادة القومية الصينية، ويعتبر كل من حزب الكومينتانغ والحزب الشيوعي الصيني الحركة فترة مهمة في تاريخهما.

### اليابان
بسبب المعاهدة التي وقعتها مع بريطانيا العظمى سنة 1902، كانت اليابان واحدة من الحلفاء خلال الحرب. وبمساعدة الإنجليز هاجمت القوات اليابانية الأراضي الألمانية في مقاطعة شاندونغ في الصين، بما فيها قاعدة الفحم في شرق آسيا التابعة للبحرية الإمبراطورية الألمانية. هُزمت القوات الألمانية واستسلمت لليابان في نوفمبر 1914. كما نجحت البحرية اليابانية في الاستيلاء على العديد من ممتلكات ألمانيا من الجزر في غرب المحيط الهادئ: جزر ماريانا وكارولين وجزر مارشال.
في مؤتمر باريس للسلام عام 1919، مُنحت اليابان جميع حقوق ألمانيا قبل الحرب في مقاطعة شاندونغ في الصين (على الرغم من أن الصين كانت أيضًا واحدة من الحلفاء أثناء الحرب): حيازة كاملة لأراضي خليج جياوزو، وحقوق تجارية مواتية في جميع أنحاء المقاطعة، بالإضافة إلى الانتداب على ممتلكات جزر المحيط الهادئ الألمانية التي استولت عليها بحريتها. وكذلك مُنحت مقعدًا دائمًا في مجلس عصبة الأمم. إلا أن القوى الغربية رفضت طلب اليابان بإدراج بند المساواة العرقية ليكون جزء من معاهدة فرساي. عادت شاندونغ إلى السيطرة الصينية في 1922 بعد وساطة من الولايات المتحدة خلال مؤتمر واشنطن البحري. تبعها ويهاي في 1930.

## المكاسب والخسائر الإقليمية

خريطة بحدود ما بعد الحرب باللون الأحمر فوق خريطة أوروبا قبل الحرب. ملاحظة: لا تُظهر هذه الخريطة الدولة الأيرلندية الحرة.

### الدول التي نالت استقلالها أو استعادت أراضيها بعد الحرب العالمية الأولى
- أرمينيا: الاستقلال عن الإمبراطورية الروسية.
- أستراليا: سيطرت على غينيا الجديدة الألمانية وأرخبيل بسمارك وناورو.
- النمسا: أخذت أرض (Őrvidék) من المجر.
- أذربيجان: الاستقلال عن الإمبراطورية الروسية.
- بلجيكا: سيطرت على يوبين مالميدي وأراضي رواندا-أوروندي الأفريقية من الإمبراطورية الألمانية.
- جمهورية بيلاروسيا الشعبية: اكتسبت السيطرة على عدة مدن من الإمبراطورية الروسية.
- تشيكوسلوفاكيا: اكتسبت أراضي من الإمبراطورية النمساوية (بوهيميا ومورافيا ووجزء من سيليزيا) ومن المجر (أغلبها في المجر العليا وروثينيا الكارباتية).
- دانزيج: مدينة حرة شبه مستقلة تتمتع باستقلال عن الإمبراطورية الألمانية.
- الدنمارك: حصلت على سوندرلاند بعد استفتاء من الإمبراطورية الألمانية.
- إستونيا: الاستقلال عن الإمبراطورية الروسية.
- فنلندا: الاستقلال عن الإمبراطورية الروسية.
- فرنسا: اكتسبت الألزاس واللورين بالإضافة إلى العديد من المستعمرات الأفريقية من الإمبراطورية الألمانية، وأراضي الشرق الأوسط من الدولة العثمانية. ونالت أفريقيا والشرق الأوسط رسميًا بعد انتداب عصبة الأمم.
- جورجيا: الاستقلال عن الإمبراطورية الروسية.
- اليونان: حصلت على تراقيا الغربية من بلغاريا.
- أيرلندا: حصلت الدولة الأيرلندية الحرة (ما يقرب من خمسة أسداس الجزيرة) على استقلالها من المملكة المتحدة (لكنها لا تزال جزءًا من الإمبراطورية البريطانية).
- إيطاليا: حصلت على جنوب تيرول وترييستي وشبه جزيرة إستريا وزادار من الإمبراطورية النمساوية المجرية.
- اليابان: اكتسبت خليج جياوزو ومعظم شاندونغ من الصين وانتداب البحار الجنوبية (كلاهما كانت تحت سيطرة الإمبراطورية الألمانية قبل الحرب)
- لاتفيا: الاستقلال عن الإمبراطورية الروسية.
- ليتوانيا: الاستقلال عن الإمبراطورية الروسية.
- نيوزيلندا: سيطرت على ساموا الألمانية.
- بولندا: أعيد إنشائها بعد اكتسابها أجزاء من الإمبراطورية النمساوية والإمبراطورية الألمانية والإمبراطورية الروسية والمجر (الأجزاء الشمالية الصغيرة من مقاطعتي أرفا وزيبيس السابقتين).
- البرتغال: سيطرت على ميناء كيونجا.
- رومانيا: حصلت على ترانسيلفانيا وأجزاء من بانات وكريتشانا وماراموريش من مملكة المجر، وبوكوفينا من الإمبراطورية النمساوية، ودبروجة من بلغاريا، وبيسارابيا من الإمبراطورية الروسية.
- جنوب إفريقيا: سيطرت على جنوب غرب إفريقيا.
- تركيا: حصلت على جزء من المرتفعات الأرمنية من الإمبراطورية الروسية في معاهدة قارص، ولكنها بالمجمل خسرت أراضي.
- أوكرانيا: نالت استقلالها عن الإمبراطورية الروسية واعترفت بها روسيا السوفيتية في معاهدة بريست ليتوفسك.
- المملكة المتحدة: حصلت على انتداب عصبة الأمم في إفريقيا والشرق الأوسط.
- مملكة الصرب والكروات والسلوفينيين التي تم إنشاؤها من مملكة صربيا والبوسنة والهرسك والمملكة الكرواتية السلافونية واكتسبت أجزاء من الإمبراطورية النمساوية (جزء من دوقية كارنيولا ومملكة دالماسيا) والمجر (موراكوز ومورافيديك وأجزاء من بارانيا وباتشكا وبانات).

### الدول التي فقدت أراضيها أو استقلالها بعد الحرب العالمية الأولى
- النمسا باعتبارها دولة خليفة لسيسليثانيا في الإمبراطورية النمساوية المجرية.
- بلغاريا: خسرت تراقيا الغربية أمام اليونان وخسرت أيضًا جزءًا من مقدونيا الشرقية والغربية إلى صربيا (يوغوسلافيا).
- الصين: فقدت خليج جياوزو ومعظم مناطق شاندونغ مؤقتًا لصالح إمبراطورية اليابان.
- ألمانيا باعتبارها خليفة الإمبراطورية الألمانية.
- المجر الدولة الخليفة ترانسليثانيا في الإمبراطورية النمساوية المجرية.
- أعلن الجبل الأسود الاتحاد مع صربيا وأصبح لاحقًا مدمجًا في مملكة الصرب والكروات والسلوفينيين.
- روسيا السوفيتية باعتبارها وريثة الإمبراطورية الروسية.
- تركيا بصفتها وريثة الدولة العثمانية (على الرغم من أنها حصلت في وقت واحد على بعض الأراضي من الإمبراطورية الروسية في معاهدة قارص).
- المملكة المتحدة: فقدت معظم أيرلندا كالدولة الأيرلندية الحرة ومصر سنة 1922 وأفغانستان في 1919.

## الصدمة الاجتماعية
يُفترض أن تجارب الحرب في الغرب قد أدت إلى نوع من الصدمة الوطنية الجماعية لجميع الدول المشاركة. وضاع تفاؤل سنة 1900 بالكامل، وأطلق على الذين حاربوا لقب «الجيل الضائع» لأنهم لم يتعافوا تمامًا من معاناتهم. وفي السنوات التالية، بدأت أوروبا الحزينة بإقامة النصب التذكارية في آلاف القرى والبلدات.
مات الكثير من البريطانيين في سن الزواج أو تعرضوا للإصابة لدرجة أن طلاب مدرسة واحدة للبنات حُذروا من أن 10٪ فقط سيتزوجون.:20,245 وجد تعداد المملكة المتحدة لسنة 1921 بأن 19,803,022 امرأة و 18,082,220 رجلاً في إنجلترا وويلز، بفارق 1.72 مليون سمته الصحف «فائض المليونين».:22–23 وفي تعداد 1921 كان هناك 1209 امرأة عازبة تتراوح أعمارهن بين 25 و 29 سنة مقابل كل 1000 رجل. وفي 1931 كان 50٪ منهن غير متزوجات، و 35٪ منهن لم يتزوجن وإن كن لا يزالون قادرات على الإنجاب.
وفي أوائل 1923 ذكر ستانلي بالدوين الواقع الاستراتيجي الجديد الذي يواجه بريطانيا في خطاب نزع السلاح. كانت الغازات السامة والقصف الجوي للمدنيين من التطورات الجديدة في الحرب العالمية الأولى. لم يكن لدى المدنيين البريطانيين ولعدة قرون أي سبب جاد للخوف من الغزو. لذا فإن التهديد الجديد للغازات السامة التي أسقطتها قاذفات العدو أثار نظرة مبالغ فيها بشكل صارخ لوفيات المدنيين التي قد تحدث عند اندلاع أي حرب مستقبلية. وعبر بالدوين عن ذلك في تصريحه بأن «القاصف سوف يمر دائما». لم تعد السياسة البريطانية التقليدية المتمثلة في توازن القوى في أوروبا تحمي السكان البريطانيين.
كان أحد التذكيرات المروعة لتضحيات الجيل هو حقيقة أن هذه كانت واحدة من المرات الأولى في الصراع الدولي حيث قتل عدد أكبر من الرجال في المعركة أكثر من المرض، وهو السبب الرئيسي للوفيات في معظم الحروب السابقة.
ظهرت هذه الصدمة الاجتماعية بعدة طرق مختلفة. ثار بعض الناس على القومية وما اعتقدوا أنها تسببت فيه، لذلك بدأوا في العمل نحو عالم أكثر أممية من خلال منظمات مثل عصبة الأمم. أصبحت المسالمة ذات شعبية متزايدة. كان لدى الآخرين رد فعل معاكس، حيث شعروا أنه يمكن الاعتماد على القوة العسكرية فقط للحماية في عالم فوضوي وغير إنساني لا يحترم المفاهيم الافتراضية للحضارة. من المؤكد أن شعوراً بخيبة الأمل والتشاؤم أصبح واضحاً. فنمت شعبية العدمية، حيث اعتقد الكثير من الناس أن الحرب بشرت بنهاية العالم كما عرفوه، ومنها انهيار الرأسمالية والإمبريالية. استمدت الحركات الشيوعية والاشتراكية حول العالم قوتها من تلك النظرية، حيث تمتعت بمستوى من الشعبية لم تعرفه من قبل. كانت هذه المشاعر أكثر وضوحًا في المناطق التي تأثرت بشكل مباشر أو بشكل خاص بشدة بالحرب، مثل وسط أوروبا وروسيا وفرنسا.
قدم فنانون مثل أوتو ديكس وجورج غروز وإرنست بارلاخ وكاتي كولويتز تجاربهم أو تجارب مجتمعهم في لوحات ومنحوتات حادة. ومعها كتب مؤلفون مثل إريك ماريا ريمارك روايات قاتمة توضح بالتفصيل تجاربهم. كان لهذه الأعمال تأثير قوي على المجتمع، مما تسبب في قدر كبير من الجدل وإلقاء الضوء على التفسيرات المتضاربة للحرب. وفي ألمانيا اعتقد القوميون بمن فيهم النازيون أن الكثير من تلك الأعمال منحطة وتقوض تماسك المجتمع بالإضافة إلى إهانتها للموتى.

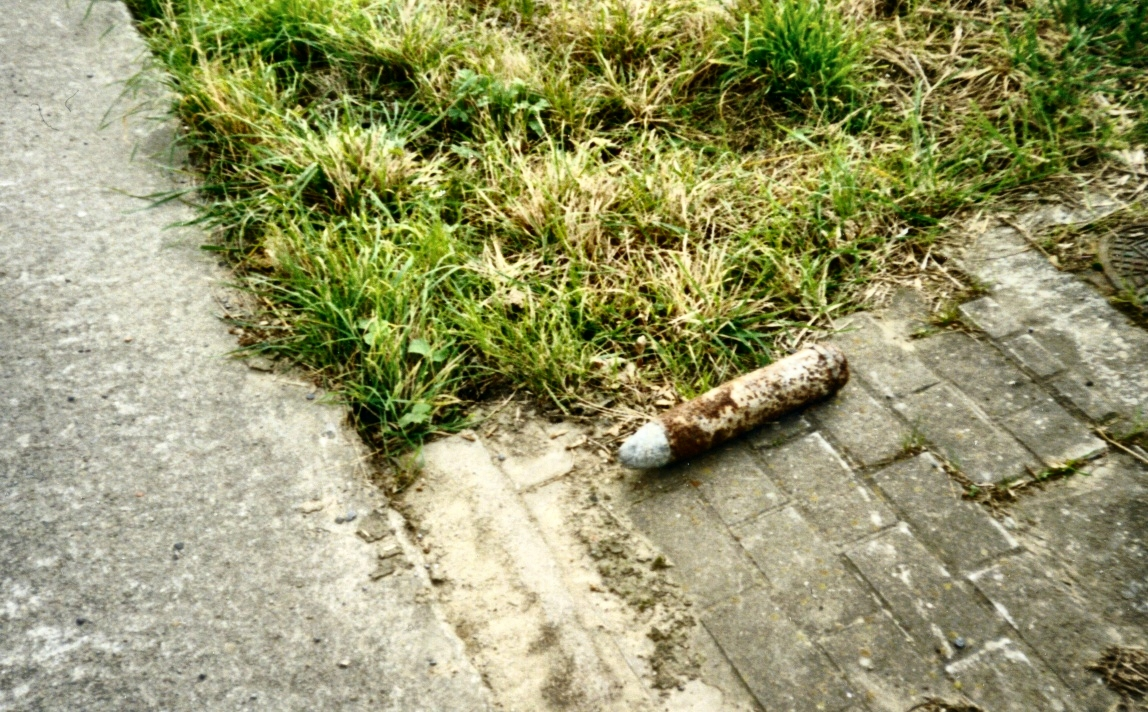
حصاد الحديد من ذخائر الحرب العالمية الأولى تركت بجوار حقل ليتخلص منها الجيش في 2004 بالقرب من يبر في بلجيكا

## بقايا الذخائر
كانت هناك كميات من الذخائر غير المنفجرة في جميع المناطق التي فيها خنادق وخطوط القتال، مثل منطقة شمبانيا في فرنسا. وبعضها لا يزال خطرًا، حيث تسبب في إصابات ووفيات عرضية إلى القرن الحادي والعشرين. وعثر المزارعين على بعضها عندما كانوا يحرثون حقولهم وأطلق عليها اسم حصاد الحديد. تحتوي بعض هذه الذخيرة على منتجات كيميائية سامة مثل غاز الخردل. ولا تزال مهمة تنظيف ساحات المعارك الرئيسية مستمرة بلا نهاية في الأفق لعقود قادمة. وتقوم الفرق بإزالة أو نزع فتيل أو تدمير مئات الأطنان من الذخيرة غير المنفجرة من الحربين العالميتين كل عام في بلجيكا وفرنسا وألمانيا.

## قراءات أخرى
- Aldcroft, Derek Howard. Europe's third world: the European periphery in the interwar years (2006).
- Blom, Philipp. Fracture: Life and Culture in the West, 1918–1938 (2015).
- Cornelissen, Christoph, and Arndt Weinrich, eds. Writing the Great War - The Historiography of World War I from 1918 to the Present (2020) free download؛ full coverage for major countries.
- Gerwarth, Robert. "The central European counter-revolution: Paramilitary violence in Germany, Austria and Hungary after the great war." Past & Present 200.1 (2008): 175-209. online
- MacMillan, Margaret. Peacemakers: The Paris Peace Conference of 1919 and Its Attempt to End War (2001)
- Kallis, Aristotle. "When fascism became mainstream: the challenge of extremism in times of crisis." Fascism 4.1 (2015): 1–24.
- Mazower, Mark. Dark continent: Europe's twentieth century (2009).
- Mowat, C.L. ed. The New Cambridge Modern History, Vol. 12: The Shifting Balance of World Forces, 1898–1945 (1968) online 25 chapters; 845pp
- Overy, R. J. The Inter-War Crisis (2nd ed. 2016) excerpt
- Somervell, D.C. The Reign of King George V (1936) online 550pp; wide ranging political, social and economic coverage of Britain, 1910–35
- John Wheeler-Bennett The Wreck of Reparations, being the political background of the Lausanne Agreement, 1932 New York, H. Fertig, 1972.

## وصلات خارجية
- Post-war, in: 1914-1918-online. International Encyclopedia of the First World War.
- Kitchen, James E.: Colonial Empires after the War/Decolonization, in: 1914-1918-online. International Encyclopedia of the First World War.
- Bessel, Richard: Post-war Societies, in: 1914-1918-online. International Encyclopedia of the First World War.
- Rothermund, Dietmar: Post-war Economies, in: 1914-1918-online. International Encyclopedia of the First World War.
- Sharp, Alan: The Paris Peace Conference and its Consequences, in: 1914-1918-online. International Encyclopedia of the First World War.
- FirstWorldWar.com "A multimedia history of World War I"
- The war to end all wars on BBC site
- "The Heritage of the Great War"
- The British Army in the Great War